# Muntiacus montanus
Muntiacus montanus — вид парнокопитних ссавців родини оленеві (Cervidae).
Суматранський мунтжак був виявлений в 1914 році, але не було знахідок з 1930 року і вид вважався вимерлим. Лише у 2002 році одна особина була впіймана у капкан у національному парку Керінкі Себлат на острові Суматра, Індонезія. Два інших мунтжаки пізніше були сфотографовані в цьому ж парку.